# Alamo (Californie)
Pour les articles homonymes, voir Alamo.
Alamo est une census-designated place américaine située dans le comté de Contra Costa en Californie. En 2010, sa population était de 14 570 habitants.

## Démographie
| 1960  | 1980  | 1990   | 2000   | 2010   | - |
| ----- | ----- | ------ | ------ | ------ | - |
| 1 791 | 8 505 | 12 277 | 15 626 | 14 570 | - |

## Source de la traduction
- (en) Cet article est partiellement ou en totalité issu de l’article de Wikipédia en anglais intitulé « Alamo, California » (voir la liste des auteurs).